# Carol Peletier

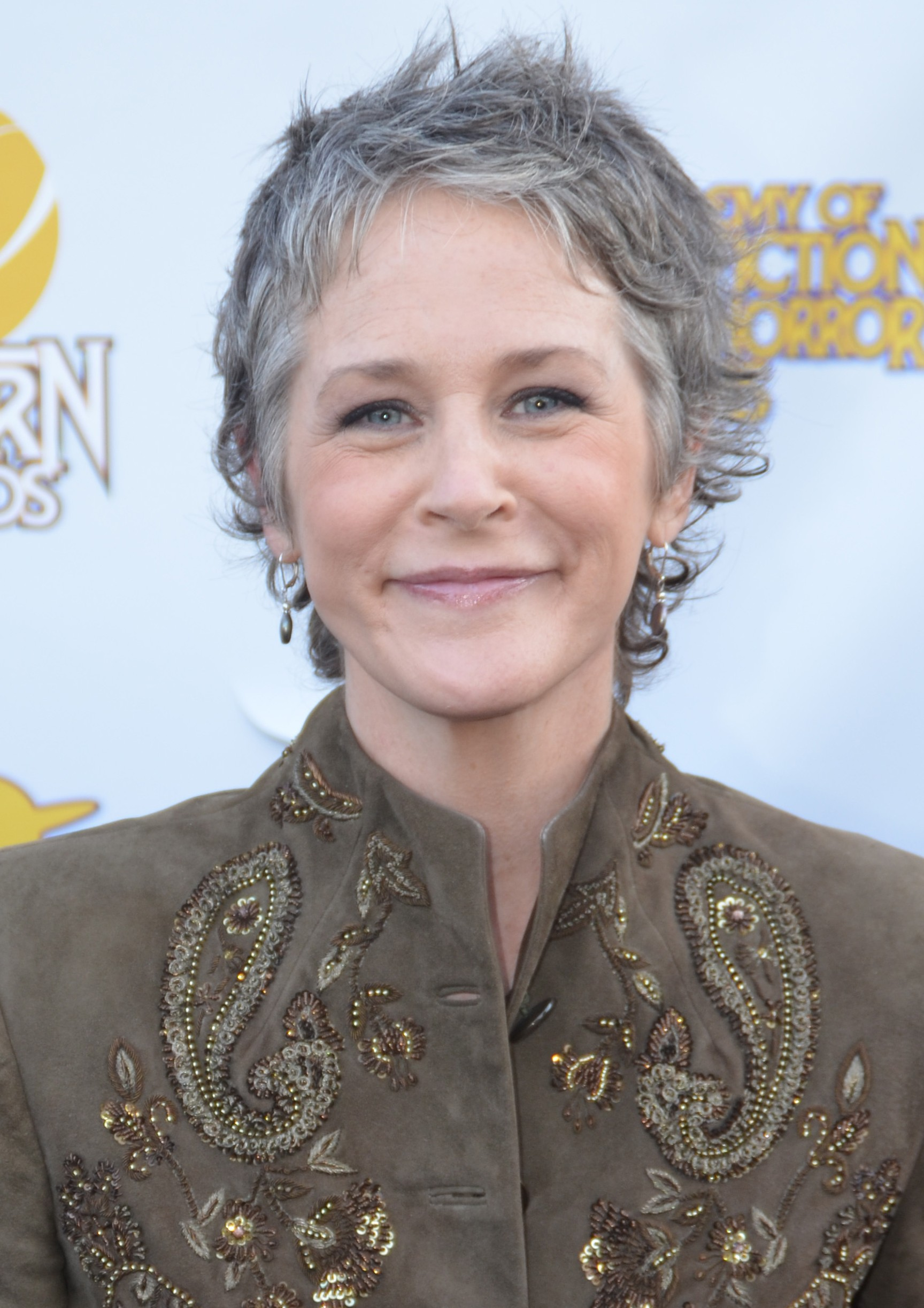
Melissa McBride spelar Carol Peletier i The Walking Dead.

Carol Peletier är en fiktiv karaktär från serietidningen The Walking Dead och framställs av Melissa McBride i den amerikanska TV-serien med samma namn, där hon är den längsta levande kvinnliga karaktären. Carol introduceras i serieteckningens tredje nummer av den första volymen år 2003 och det tredje avsnittet av TV-seriens första säsong år 2010, som en ödmjuk hemmafru och mor till Sophia på överlevnadslägret i Atlanta, Georgia. Ursprungligen var McBride en återkommande rollmedlem, sedan uppgraderades McBride som en huvudrolls medlem i början av andra säsongen, och karaktärens roll har främst ökat sedan den fjärde säsongen. McBrides namn lades till öppningskrediterna under den fjärde säsongen. Karaktärens resa har beskrivits som "hjältens resa" av verkställande producenten Scott M. Gimple, eftersom hon har gjort många svåra beslut för att överleva.
Riktningen av hennes karaktär kontrasteras mellan de två medierna. I serieteckningen är Carol en hemmafru på 25 år som uppvisar en neurotisk, självcentrerad och naiv inställning. Genom sin karaktär resa i serieteckningen växer hon allt mer instabil, till graden av självförstörelse och begår till slut självmord. TV-serien skiljer sig åt i dessa avseenden, eftersom hon visar sig vara en sträng, hänsynslöst pragmatisk, men medmänsklig individ som gradvis har byggt sin inre styrka. Hon visar sig vara mycket mer kapabel och känslomässigt stabil än i serieteckningen.   
McBrides framträdande som Carol har fått kritiskt beröm av TV-kommentatorer, och vissa kritiker har hänvisat till Carol som seriens bästa karaktär.
Den 9 september 2020 meddelades att Melissa McBride och Norman Reedus karaktärer kommer att få en egen spinoff serie efter den 11:e och sista säsongen av The Walking Dead.